# نیکی فورستاور
نیکی فورستاور (انگلیسی: Niki Fürstauer؛ زادهٔ ۱۸ ژوئیهٔ ۱۹۸۰) اسکی‌باز آلپاین اتریشی اهل لبنان است. او در بازی‌های المپیک زمستانی ۲۰۰۲ در رشته اسلالوم شرکت کرد، و همچنین اولین مدال طلای تاریخ و اولین مدال طلای بازی‌های زمستانی آسیایی را برای لبنان در بازی‌های زمستانی آسیایی ۲۰۰۳ به دست آورد.